# Lambert Haimbuchner
Lambert Haimbuchner (* 13. Februar 1941 in Steinhaus, Oberösterreich) ist ein österreichischer Politiker der Freiheitlichen Partei Österreichs (FPÖ). Er war von 1979 bis 2003 Bürgermeister von Steinhaus und von 1991 bis 2003 Abgeordneter zum Oberösterreichischen Landtag.

## Leben
Lambert Haimbuchner war als Bauleiter tätig und führt die Standesbezeichnung Ingenieur.
Ab 1973 war er FPÖ-Gemeinderat in Steinhaus, wo er vom 7. Oktober 1979 bis zum 12. Oktober 2003 das Amt des Bürgermeisters ausübte.  1991 wurde er in der XXIV. Gesetzgebungsperiode als Abgeordneter zum Oberösterreichischen Landtag angelobt, wo er Mitglied im Ausschuss für Finanzen, im Ausschuss für allgemeine innere Angelegenheiten, im Bauausschuss und im Rechtsbereinigungsausschuss war. Dem Landtag gehörte er bis zum Ablauf der XXV. Gesetzgebungsperiode am 28. September 2003 an, nach der Landtagswahl in Oberösterreich 2003 schied er aus dem Landtag aus. Im Herbst 2018 wurde er als FPÖ-Ortsparteiobmann in Steinhaus wiedergewählt.
Sein Sohn ist der FPÖ-Politiker Manfred Haimbuchner (* 1978).